# Mirai Sentai Timeranger
Mirai Sentai Timeranger (未来戦隊タイムレンジャー Mirai Sentai Taimurenjā?) (traducido como Escuadrón del Futuro Timeranger) es el título de la 24.ª temporada de la franquicia Super Sentai Series, producida por Toei Company, y emitida en TV Asahi del 13 de febrero de 2000 al 11 de febrero de 2001, constando de 50 episodios más un episodio especial conmemorativo del 25 aniversario de la franquicia.  Fue la temporada en la que se estrenó el logo genérico de Super Sentai que sigue empleándose en la actualidad.

## Argumento
En el siglo XXX, los viajes en el tiempo se acaban de ilegalizar tras una crisis provocada por una paradoja temporal. El Departamento de Protección del Tiempo se ha establecido para vigilar y evitar crímenes del tiempo. Cuatro nuevos cadetes del DPT han sido engañados por Don Dolnero y su banda para que les permitan viajar al año 2000 para cometer el crimen allí, y, para proteger la historia, los cuatro cadetes les persiguen. Pero una vez allí se encuentran con un grave problema: el programa Timeranger requiere de cinco miembros para funcionar. Así pues solicitan la ayuda de un artista marcial, Tatsuya Asami, que se une a ellos, y así se convierten en los Timeranger. Tatsuya alquila un edificio para que vivan los cinco, y comienzan un negocio de trabajos ocasionales que llama Tomorrow Research y que les permitirá ganarse la vida, mientras como Timeranger se enfrentan a Don Dolnero, sus compinches, y sus interminables ataques de criminales fugados de la prisión del tiempo que la banda se ha llevado con ellos, la prisión Londers, de la cual los villanos toman su nombre, haciéndose llamar la familia Londers.

## Personajes

### Timeranger
- Tatsuya Asami (浅見 竜也 Asami Tatsuya?)/Time Red (タイムレッド Taimu Reddo?): Es un profesor de artes marciales de 22 años que se ve metido en el equipo por casualidad, al ser el primer rostro que ven los viajeros en el tiempo al llegar al siglo XX. Tatsuya se niega a aceptar su destino y su herencia como futuro presidente de la compañía de su padre. Piensa que la gente puede controlar su propio destino, pero solo si luchan por un futuro mejor. Tras unirse a los Timeranger, Tatsuya decide marcharse de la casa paterna, y utiliza sus ahorros para alquilar el edificio que se convertirá en hogar del equipo. Trabaja como profesor de karate en Tomorrow Research. Aunque Yuri actúa como la líder del equipo, Tatsuya es el motor que da fuerza a los Timeranger, y actúa como comandante en las batallas, además de realizar los ataques principales para arrestar a los presos fugados. Al operar las formaciones de Time Robo, Tatsuya suele estar a cargo de acceder a los remates para recapturar a los Prisioneros de Londerz empuñando una versión en miniatura de la Espada del Espacio-Tiempo/Divisor Crono para imitar el patrón de movimiento. En el final, un año después de la batalla final, Tatsuya continúa viviendo libremente eligiendo su estilo de vida hasta que siente que está listo para unirse a la compañía de su padre. Al final de la serie, Tatsuya se encuentra con cuatro individuos que se parecen a Yuuri, Ayase, Domon y Sion, quienes pueden ser sus antepasados, e incluso un individuo que se parece a Naoto.
- Yuri (ユウリ Yūri?)/Time Pink (タイムピンク Taimu Pinku?): Es una oficial de policía de 21 años del siglo XXX, La única mujer y líder del equipo. Como la Policía de Inter-City conocía los planes de Don Dolnero, ha acudido de incógnito fingiendo ser una cadete para detenerle. Tiene un asunto personal con Don Dolnero, ya que este mandó un sicario a asesinar a su familia en el año 2988. Al principio se muestra fría hacia Tatsuya, pero acaba cogiéndole cariño. En Tomorrow Research, trabaja como detective, pero está abierta a otros trabajos como el de limpiadora. En el final de la serie, le confiesa a Tatsuya que lo ama, pero no pueden estar juntos debido a la gran brecha entre sus líneas de tiempo. Por lo tanto, regresa a su propia época y descubre que, debido al cambio de hora en el siglo 30, el intento de Dolnero de atacar a su familia diez años antes había fracasado. En el siglo XX, Tatsuya se encontró con un individuo parecido a Yuuri, que puede ser su antepasada.
- Ayase (アヤセ Ayase?)/Time Blue (タイムブルー Taimu Burū?): Es un antiguo piloto de carreras de 22 años, al que le encantan las batallas de velocidad y que tiene un sentido del humor inexpresivo. A menudo, su humor le hace pelearse con Domon, lo que obliga a los otros Timeranger a separarles para evitar una pelea entre ambos. Es buen amigo de Tatsuya. Al ser el único que tiene licencia de conducir, trabaja como chofer en Tomorrow Research. Ayase, sin embargo, tiene una enfermedad terminal incurable, el síndrome de Osiris, que le afecta al corazón y le matará en menos de dos años, provocándole ataques cardiacos ocasionales. Tatsuya descubre su secreto y Ayase le pide que se lo oculte al resto del equipo, lo que supone un riesgo adicional en las misiones. Los otros Timerangers se sorprenden cuando Tatsuya se ve obligado a revelarles la enfermedad de Ayase. Al final de la serie, tras una alteración del tiempo, se encontró una cura para el síndrome de Osiris un año antes y Ayase pudo curarse. En el siglo XX, Tatsuya se encontró con un individuo parecido a Ayase, que podría ser su antepasado.
- Domon (ドモン Domon?)/Time Yellow (タイムイエロー Taimu Ierō?): Es un mujeriego de 22 años, antiguo luchador profesional, que tiende a perder los nervios en ciertas ocasiones. Fue expulsado de la competición por llegar siempre tarde a los combates al estar siempre persiguiendo a las chicas. A pesar de esto, Domon tiene un gran respeto por las reglas y, tras descubrir que Sion es huérfano, se siente más cercano a él y se niega a dejar que nadie le llame "alienígena". Sin embargo, Domon, que viene de una familia numerosa, es el único que de verdad echa profundamente de menos el siglo XXX, y tiene algo de rencor hacia el capitán Ryuya por dejarles atrapados en el siglo XX. Aunque Domon trabaja como profesor de defensa personal en Tomorrow Research, no tiene ningún estudiante. Domon suele discutir con Ayase por las bromas de este hacia su actitud con las chicas. Más adelante se enamorará de la fotógrafa de prensa Honami Moriyama. Después de que se le revela su identidad secreta, los dos comienzan a salir, y Domon finalmente le dice que viene del siglo 30. Después de que el futuro cambia en el final, Domon se entera de que su prohibición se reduce a una suspensión de un año del ring, que había terminado cuando regresa al año 3001. En el siglo XX, Tatsuya se encontró con un individuo parecido a Domon, que puede ser su antepasado. Domon reaparece en Kaizoku Sentai Gokaiger, y se entera en la ocasión de que su relación amorosa con Honami también produjo un hijo, conocido como Domon Jr.
- Sion (シオン/ Shion?)/Time Green (タイムグリーン Taimu Gurīn?): Es un alienígena de 17 años del planeta Hubbard, destruido por culpa de una guerra. Fue criado en la Tierra en un laboratorio. Es muy inteligente y curioso sobre todo lo que le rodea. Le gusta teñirse el pelo, y lo hace desde los tres años. Por su fisiología alienígena, Sion solo necesita dormir una vez al año, pero entonces pasa una semana completa en hibernación. Es el experto en tecnología de los Timeranger, capaz de manejar cualquier máquina, y está a cargo de la reparación de computadoras en Tomorrow Research. Es el Ranger más joven, nacido alrededor de 2983. En el final, Sion se entera de que su historia no ha cambiado porque no es de la Tierra. Sin embargo, mientras se va, dice que está feliz de haber conocido a Tatsuya y, gracias a él, nunca más se sentirá solo. En el siglo XX, Tatsuya se encontró con un individuo parecido a Sion.
- Naoto Takizawa (滝沢 直人 Takizawa Naoto?)/Time Fire (タイムファイヤー Taimu Faiyā?): Tiene 28 años. Es el líder de los Guardianes de la Ciudad y un rival encarnizado de Tatsuya. A diferencia de este, Naoto es de origen humilde, y llegó a la universidad donde estudiaba Tatsuya gracias a una beca. Naoto envidiaba a Tatsuya y deseaba superarle en todo. Después de convertirse en Time Fire, la corporación Asami intenta analizar la tecnología de su dispositivo de transformación para producirlo en masa, pero no pueden comprender la tecnología del siglo XXX. A través de Sion se entera de que los monstruos de Londers son prisioneros y sólo hay que capturarlos. Cuando descubre que la tecnología de los Timeranger viene del siglo XXX, empieza a pensar como utilizar este descubrimiento para su propio beneficio. Después de que Wataru es hospitalizado, Naoto puede usar ese conocimiento para obtener el control total de los Guardianes de la Ciudad. Naoto también posee dos pájaros de mascota, Tora y Sakura, que luego le da a una niña. Después de que Naoto resulta herido durante la batalla contra NeoCrisis, descubre que Wataru ha obligado a Ibuki a renunciar y los Guardianes de la Ciudad pudieron eliminar la función de bloqueo de voz en el V-Commander, lo que significa que ya no lo necesitan. Sin embargo, Naoto huye con el V-Commander. La niña a la que Naoto le dio sus pájaros es vista tratando de rescatar a los pájaros. Un Zenitt la habría matado, pero Naoto la protege y recibe un disparo en su lugar. En un refugio de emergencia es tratado por sus heridas. Cuando la niña viene a agradecerle, ven a uno de los pájaros afuera. Sin darse cuenta de lo gravemente herido que está, Naoto sale a atrapar al pájaro. Lo logra, pero es derribado por un Zenitt, que lo hiere mortalmente y hace que pierda el equilibrio y caiga por la barandilla de una escalera alta. Naoto le entrega el V-Commander a Tatsuya, diciéndole que cambie su forma de vida a medida que muere. En el siglo XX, Tatsuya se encuentra con un individuo parecido a Naoto.

### Aliados
- Los Guardianes de la Ciudad (シティガーディアンズ Shiti Gādianzu?): Wataru Asami, el padre de Tatsuya, funda una fuerza de seguridad dependiente de su Asami Corporation para proteger la ciudad de los ataques de Londers. Tienen una relación difícil con los Timeranger, especialmente desde que Naoto se convierte en Time Fire, y después en el capitán de los Guardianes. A diferencia de los Timeranger, los Guardianes de la ciudad buscan un beneficio económico y un pago por sus misiones.
- Captain Ryuya (リュウヤ隊長 Ryūya Taichō?): Es un comandante del DPT del año 3000, y un descendiente de Tatsuya, así como el primer Time Red. Es quien se encarga de enviar los Time Jets desde el futuro cuando los Timeranger los necesitan.  Más adelante en la serie, viaja al 2000 para asumir el papel de Time Red una vez más, pero devuelve el cambiador a Tatsuya poco después. Sin interés en el pasado, Ryuuya insiste en que Yuuri y los demás regresen al futuro, ya que Lambda 2000 tiene la intención de hacer que la Tierra en el pasado deje de existir. Sin embargo, una vez que regresan, intenta borrar sus recuerdos de su tiempo en 2000-2001, diciéndoles a los Timerangers cómo sus acciones en el pasado han cambiado su futuro para mejor. Sin embargo, Yuuri y los demás huyen justo cuando Ayase se enfrenta y hiere mortalmente a Ryuuya. Ryuuya revela que, no solo es él quien deja escapar a Don Dolnero al pasado, sino que todo lo que lleva a la formación de los Timerangers y a que la locura de Gien alcance su punto máximo también está planeado para asegurar que el "mejor" de los dos futuros que vio suceda. También revela que se supone que los Timerangers morirán en la primera batalla gigante, y la ayuda que envía salvará sus vidas muchas veces. El piloto original del V-Rex, Ryuuya descubre dos futuros seis años antes cuando el G-Zord se pierde en el espacio-tiempo, junto con él: uno con la batalla de Gien con el V-Rex destruyendo un tercio del siglo XXI, y otro en el que la muerte de Gien por el G-Zord conduce a la destrucción completa del siglo XXXI. En ambos futuros, sin embargo, Ryuuya, como Time Fire, muere. Para evitar su muerte, Ryuuya organiza la desaparición del V-Rex para asegurarse de que alguien del pasado se convierta en Fuego del Tiempo y muera en su lugar. Sin embargo, sus acciones solo cambian la forma en que muere y cuándo muere. Antes de su muerte, pregunta cómo es posible que se le pueda culpar por hacer lo que hizo, diciendo que quería hacer lo que los Timerangers estaban haciendo por sí mismos: crear un futuro mejor.
- Takku (タック?): Un búho robótico que se encarga de solicitar al futuro el lanzamiento de los Time Jets cuando son necesarios. Tiene en una base de datos todos los criminales de Londers. También tiene información de muchos de los eventos que se supone deben ocurrir en el año 2000, aunque cuando empiezan a suceder cosas de las que no tiene información, como la aparición de V-Rex y Time Fire, comienza a cuestionarse su propia utilidad. Puede detectar pulsos espacio-temporales, y ayuda al equipo a idear estrategias.
- Wataru Asami (浅見 渡 Asami Wataru?): Es el padre de Tatsuya y líder de la Corporación Asami, una de las organizaciones más importantes de Japón. Se trata de una persona individualista y sin escrúpulos a la que solo le preocupan los negocios, y que intenta controlar la vida de Tatsuya, pensando que la única utilidad de su hijo es sucederle a él. También funda a los Guardianes de la Ciudad para sacar provecho económico protegiendo la ciudad de los ataques de Londers.
- Honami Moriyama (森山 ホナミ Moriyama Honami?): Es una reportera gráfica, la única con las agallas suficientes para tomar fotografías de la familia Londers. Acaba interfiriendo en una de las batallas de los Timeranger, y Time Pink la pega una bofetada por su irresponsabilidad, pero Time Yellow logra animarla. Sin que los Timeranger lo sepan, Honami ha tomado fotos de ellos en su forma de civiles, pero decide quedárselas para ella, dejando de tomar fotos de ellos y de los Londers. Honami se ha enamorado de Time Yellow, pero piensa que Ayase es Time Yellow, al punto de que tiene en su cartera una foto de Ayase y otra de Time Yellow, una junto a la otra. Sion descubre que Honami está enamorada de Domon, y le da a ella su dirección de correo electrónico, con lo que empiezan a escribirse, y Domon acaba también enamorándose de ella, aunque cuando descubre que ella cree que Time Yellow es Ayase, le da miedo sacarla de su error.
- Time Roboter (タイムロボター Taimu Robotā?): Lo creó Sion para servir de ayudante robótico de Takku. Se trata de un robot pequeño y parlanchín que suele acabar todas las frases con la palabra "time". Sirve como protección del cuartel general cuando los Timeranger están fuera. Entrega mensajes, muestra sus opiniones y, cuando Takku lo necesita, funciona como reloj de alarma.

### Arsenal
- Chrono Changer (クロノチェンジャー Kurono Chenjā?): El dispositivo de transformación de los Timeranger. Estos se arrancan sus ropas para revelar un traje especial, y se transforman usando el comando "Chrono Changer" (クロノチェンジャー Kurono Chenjā?). También les sirve para acceder a sus armas con el comando "Chrono Access" (クロノアクセス Kurono Akusesu?).
- Chrono Search (クロノサーチ Kurono Sāchi?): Un visor incorporado que permite a los Timeranger analizar a su enemigo.
- Time Flyer (タイムフライヤー Taimu Furaiyā?): Un hoverjet que los Timeranger utilizan para subir a bordo de los Time Jets. También se transforma en el Flyer Magnum (フライヤーマグナム Furaiyā Magunamu?), la pistola de Time Robo Beta.
- Time Emblem (タイムエンブレム Taimu Enburemu?): La placa de los cinco Timeranger. La usan para identificarse como policías, así como para crear una unidad contenedora para los prisioneros de Londers que capturan. Time Fire recibirá la suya como regalo de Navidad.
- Double Vector (ダブルベクター Daburu Bekutā?): Un par de espadas, el Spark Vectors (スパークベクター Supāku Bekutā?) y el Arrow Vectors (アローベクター Arō Bekutā?), que sirven como armas básicas que tienen todos los Timeranger. Se pueden unir para formar el Twin Vector (ツインベクター Tsuin Bekutā?).
- Voltech Bazooka (ボルテックバズーカ Borutekku Bazūka?): Una bazooka que se forma a partir de las Armas Vol.
  - VolBlaster (ボルブラスター Boruburasutā?): El Arma Vol de Time Red.
  - VolLauncher (ボルランチャー Boruranchā?): El Arma Vol de Time Blue.
  - VolPulser (ボルパルサー Boruparusā?): El Arma Vol de Time Green.
  - VolVulcan (ボルバルカン Borubarukan?): El Arma Vol de Time Yellow.
  - VolSniper (ボルスナイパー Borusunaipā?): El Arma Vol de Time Pink.
- Assault Mobile (アサルトモバイル Asaruto Mobairu?): Lo creó Sion. Es una serie de piezas de armas guardadas en una carcasa contenedora. Su principal propósito es combinarse con el Spark Vector para crear el Assault Vector.
- Assault Vector (アサルトベクター Asaruto Bekutā?): Combinación del Spark Vector y el Assault Mobile. Se trata de una pistola de poder 30 veces superior al Spark Vector normal.
- V Commander (Ｖコマンダー Bui Komandā?): El dispositivo de transformación de Time Fire. También sirve para controlar en remoto a V-Rex.
- DV Defender (ＤＶディフェンダー Dī Bui Difendā?): El arma personal de Time Fire. Tiene tres modos diferentes, aparte del modo básico, Defender Gun (ディフェンダーガン Difendā Gan?). El primer modo es Vulcan Mode (バルカンモード Barukan Mōdo?), formando el DV Vulcan (ＤＶバルカン Dī Bui Barukan?). El segundo modo es Defender Sword (ディフェンダーソード Difendā Sōdo?), en el que se convierte en una cuchilla; y el tercer modo es Final Mode (最終モード 最終モード?), donde se produce una cuchilla de energía desde el extremo frontal del Vulcan Mode.

### Mechas
Salvo V-Rex, que se encuentra oculto en el año 2000, el resto de Mechas se lanzan desde el año 3000 a través del tiempo cuando Takku solicita el Sistema de Emergencia.
- Time Robo (タイムロボ Taimurobo?): Es la combinación de los cinco Time Jets (cinco mechas con idéntica forma de naves espaciales) en un solo mecha. Existen tres combinaciones: Time Jet Gamma (タイムジェットγ（ガンマ） Taimujetto Ganma?), un crucero espacial, Time Robo Beta (タイムロボβ（ベータ） Taimurobo Bēta?), un robot de alta velocidad, y Time Robo Alpha (タイムロボα（アルファ） Taimurobo Arufa?), el robot más poderoso. 
  - Time Jet 1 (タイムジェット１ Taimujetto Wan?): Lo pilota Time Red, y está armado con el Plasma Vulcan (プラズマバルカン Purazuma Barukan?). Forma el frontal de Time Jet Gamma, el pecho de Time Robo Alpha, o el pecho de Time Robo Beta.
  - Time Jet 2 (タイムジェット２ Taimujetto Tsū?): Lo pilota Time Blue, y está armado con la Pulse Machine Gun (パルスマシンガン Parusu Mashin Gan?). Forma la pierna izquierda de Time Robo Alpha, el brazo izquierdo de Time Robo Beta, o el ala derecha de Time Jet Gamma.
  - Time Jet 3 (タイムジェット３ Taimujetto Surī?): Lo pilota Time Green, y está armado con el Distortion Blast (ディストーションブラスト Disutōshon Burasuto?). Forma la pierna derecha de Time Robo Alpha, el brazo derecho de Time Robo Beta, o el ala izquierda de Time Jet Gamma.
  - Time Jet 4 (タイムジェット４ Taimujetto Fō?): Lo pilota Time Yellow, y está armado con el Heat Disrupter (ヒートディスラプター Hīto Disuraputā?). Forma el brazo izquierdo de Time Robo Alpha, la pierna derecha de Time Robo Beta, o el propulsor izquierdo de Time Jet Gamma.
  - Time Jet 5 (タイムジェット５ Taimujetto Faibu?): Lo pilota Time Pink, y está armado con el Diffusion Shot (ディフュージョンショット Dihyūjon Shotto?). Forma el brazo derecho de Time Robo Alpha, la pierna izquierda de Time Robo Beta, o el propulsor derecho de Time Jet Gamma.
- Time Shadow (タイムシャドウ Taimushadō?): Lo envía el Departamento de Policía de Inter-City al siglo XX para enfrentarse a las paradojas temporales que causa Gien. Puede pasar del modo Stealth Mode (ステルスモード Suterusu Mōdo?) al modo Battle Mode (バトルモード Batoru Mōdo?).
- V-Rex (ブイレックス Bui Rekkusu?): Es el mecha más fuerte de la policía de Inter-City. Se perdió en un experimento con el tiempo, y resurgió en el siglo XX, donde están los Timeranger. Time Fire se hizo con su control al hacerse con el V-Commander, su dispositivo de control remoto. Puede pasar a forma humana, Voice Formation V-Rex Robo (ブイレックスロボ Bui Rekkusu Robo?)
- Time Robo Shadow Beta (タイムロボ・シャドウβ（ベータ） Taimurobo Shadō Bēta?) y Time Robo Shadow Alpha (タイムロボ・シャドウα（アルファ） Taimurobo Shadō Arufa?): Son las dos combinaciónes resultantes del Time Shadow y el Time Robo
- Providus (プロバイダス Purobaidasu?): Un mecha que sirve para lanzar los Time Jets a través del tiempo de un golpe propulsor. Sólo entró en batalla en un sueño de Sion.

### Familia Londers
La Familia Londers (ロンダーズファミリー Rondāzu Famirī?) son los villanos principales. Su base de operaciones es la prisión de Londers que se llevaron con ellos al siglo XX, y de la que tomaron su nombre.
- Don Dolnero (ドン・ドルネロ Don Dorunero?): Es una criatura con apariencia de rana, y un mafioso al que solo le interesa el dinero, aunque siente un cariño firme por la familia. Antiguamente líder del grupo mafioso llamado Familia Dolnero (ドルネロズファミリ Dorunero Famirī?), está sentenciado a 1000 años de prisión hasta que sus secuaces se hacen con la prisión y vuelven atrás en el tiempo para seguir cometiendo crímenes. Se preocupa mucho de sus camaradas, especialmente de Gien, cuya inestabilidad mental le preocupa. Cuando Gien libera a Emboss, Dolnero proporciona su sangre a los Timerangers para que los Guardianes de la Ciudad puedan fabricar la vacuna antes de controlar a Gien con una llave de apagado para evitar que vaya demasiado lejos en sus deleites psicóticos . Una vez que la llave de apagado es removida y destruida, Dolnero evacúa la Penitenciaría de Londer antes de salir a matar a Gien. Dolnero no puede llevar a cabo el acto, solo para ser asesinado él mismo. Antes de su muerte, les da a los Timerangers la ubicación de los prisioneros Londerz restantes que tenía en la Penitenciaría de Londer.
- Gien (ギエン Gien?): Es un robot maligno y un científico loco, así como un sádico. Es el responsable de la fabricación de los Zennits.  Gien es en realidad un cyborg, anteriormente un niño humano con problemas mentales que solo puede contar hasta tres antes de que Don Dolnero le enseñe a contar hasta cuatro, que se hace amigo del criminal en 2990 cuando se esconde de la familia Kronz. Los Kronz casi matan a Gien por no revelar la ubicación de Dolnero. Dolnero salva su vida haciendo que un amigo suyo transfiera el cerebro del niño a un cuerpo robótico y conecte un gran cerebro electrónico. Hay horribles efectos secundarios que han y siguen llevando a Gien a la locura.Tiene acceso a la Puerta del Infierno, una zona especial de la prisión en la que se guardan los presos más peligrosos y sanguinarios. No le importa nada salvo su propio placer masoquista, a veces incluso desobedeciendo las órdenes de Dolnero, y poniendo a los Londers y a todo el planeta en peligro. Gien ha construido varios robots gigantes, alimentados por el cristal Lambda-2000 que roba dos veces de los Laboratorios Kawasaki. También intenta tomar el control del V-Rex. Después de ver al G-Zord en acción, Gien crea un dispositivo para drenar la energía del G-Zord y luego de los robots Timerangers. Finalmente, Tatsuya llega para ayudar a sus amigos, derrotando a Gien antes de destruir su dispositivo. Aunque el G-Zord es destruido, Gien usa el Lambda-2000 que robó para asumir su papel como el "Dios de la Destrucción". Dolnero finalmente intenta todo lo que está a su alcance para detener a Gien, solo para morir en su vano intento. Gien luego pilotea el robot NeoCrisis, conectado a su creación mientras destruye todo a su paso. Después de que Tatsuya salva el futuro destruyendo NeoCrisis, la personalidad original de Gien resurge cuando se rompe en partes y se disuelve en arena . A pesar de sus tendencias psicóticas malvadas, Gien es uno de los personajes más trágicos de la serie.
- Lila (リラ Rira?): Es la mano derecha de Don Dolnero. Es una muchacha con el pelo rosa. Bastante desagradable, es una maestra del disfraz y muy buena con la pistola. Muy materialista, suele robar ropas y joyas que le gusten. Está junto a Don Dolnero porque tiene dos cosas que le encantan: dinero y poder. Admite, eso sí, que aunque no los hubiera tenido, le gusta un poquito. Después de la muerte de Dolnero, Lila escapa del año 2001 para evitar la Gran Extinción.
- Androides Basura Zenitts (ジャンクドロイド・ゼニット Janku Doroido Zenitto?): Androides baratos que crea Gien a partir de chatarra y que sirven como soldados de campo de los Londers. Se activan cuando uno de los criminales de Londers lanza un puñado de tuercas al suelo que se transforman en estos robots de un solo ojo. Están armados con rifles y pueden adoptar forma humana.

## Episodios
Los episodios en esta temporada son llamados "Archivos de caso"
1. Los fugitivos del tiempo (時の逃亡者 Toki no Tōbōsha?)
2. El futuro incierto (見えない未来 Mienai Mirai?)
3. La aceleración de los sueños (夢の加速度 Yume no Kasokudo?)
4. El rehén es un alienígena (人質は異星人 Hitojichi wa Iseijin?)
5. La tercera combinación (第３の合体 Daisan no Gattai?)
6. El invitado fabricado (偽りの招待客 Itsuwari no Shōtaikyaku?)
7. Domon hospitalizado (ドモン入院中 Domon Nyūinchū?)
8. Una explosión artística (芸術に爆発を Geijutsu ni Bakuhatsu o?)
9. La depresión de Don (ドンの憂鬱 Don no Yūutsu?)
10. El escape hacia el mañana (明日への脱出 Ashita e no Dasshutsu?)
11. El pueblo de la lucha a muerte (死闘の町 Shitō no Machi?)
12. Un deseo a una estrella (星に願いを Hoshi ni Negai o?)
13. El casino de las batallas (バトルカジノ Batoru Kajino?)
14. Calor mortal (デッドヒート Deddo Hīto?)
15. En busca de la francotiradora (狙撃手（スナイパー）を探せ Sunaipā o Sagase?)
16. Un sueño de Soba (そばにある夢 Soba ni Aru Yume?)
17. El retorcido puño sagrado (ねじれた正拳 Nejireta Seiken?)
18. Una premonición sombría (影の予感 Kage no Yokan?)
19. El caballero de la luz de luna (月下の騎士 Gekka no Kishi?)
20. El lazo renovado (新たなる絆 Aratanaru Kizuna?)
21. El estilo de Sion (シオンの流儀 Shion no Ryūgi?)
22. La tentación rosa (桃色の誘惑 Momoiro no Yūwaku?)
23. Dale una paliza (ビートアップ Bīto Appu?)
24. Amarillo, a veces azul (黄色、時々青 Kiiro, Tokidoki Ao?)
25. Confianza rota (途切れた信頼 Togireta Shinrai?)
26. La cuenta atrás de la confianza (信頼の秒読み（カウントダウン） Shinrai no Kauntodaun?)
27. El pequeño pueblo natal (小さな故郷 Chiisa na Kokyō?)
28. Tiempo de reunión (再会の時 Saikai no Toki?)
29. El feroz nuevo guerrero (炎の新戦士 Honō no Shin Senshi?)
30. Se informa de gritos de fuego (届け炎の叫び Todoke Honō no Sakebi?)
31. El juego del extravío (迷走ゲーム Meisō Gēmu?)
32. Salvad al criminal (犯罪者を救え Hanzaisha o Sukue?)
33. Pequeña dama (リトルレディ Ritoru Redi?)
34. A-se-si-no (暗・殺・者 An-satsu-sha?)
35. El mañana no vendrá (明日が来ない Ashita ga Konai?)
36. Honesto, como es (素顔のままで Sugao no Mama de?)
37. Poder dirigido (狙われた力 Nerawareta Chikara?)
38. Buenas noches (ぐっどないと Guddo Naito?)
39. Una mentira empapada en la lluvia (雨に濡れた嘘 Ame ni Nureta Uso?)
40. ¿¡Ayase se retira!? (アヤセ脱退！？ Ayase Dattai!??)
41. Exponiendo al profeta (予言者を暴け Yogensha o Abake?)
42. El ángel caído de la destrucción (破壊の堕天使 Hakai no Datenshi?)
43. La orden de revisión de la historia (歴史修正指令 Rekishi Shūsei Shirei?)
44. La revuelta contra el tiempo (時への反逆 Toki e no Hangyaku?)
45. ¡El fin! (Tomorrow Research) (終末！ＴＲ（トゥモローリサーチ） Shūmatsu! Tī Āru (Tumorō Risāchi)?)
46. El futuro ya no existe (未来への断絶 Mirai e no Danzetsu?)
47. El fin de Don (ドンの最期 Don no Saigo?)
48. El regreso al futuro (未来への帰還 Mirai e no Kikan?)
49. Más allá del futuro (千年を越えて Sennen o Koete?)
50. Hacia un mañana infinito (無限の明日へ Mugen no Ashita e?)
51. Gran reunión de Super Sentai (recopilación especial) (スーパー戦隊大集合（特別編） Sūpā Sentai Dai Shūgō (Tokubetsu Hen)?)

### Película
- Mirai Sentai Timeranger vs. GoGo-V (未来戦隊タイムレンジャーVSゴーゴーファイブ Mirai Sentai Taimurenjā tai GōGō Faibu?): Película crossover entre Timeranger y su serie predecesora Kyūkyū Sentai GoGo-V. Estrenada el 25 de octubre de 2000.

## Reparto
- Tatsuya Asami/Capitán Ryuya: Masaru Nagai
- Yuri: Mika Katsumura
- Ayase: Yūji Kido
- Sion: Masahiro Kuranuki
- Domon: Shūhei Izumi
- Naoto Takizawa: Shinji Kasahara
- Takku: Yūsuke Numata
- Wataru Asami: Fujita Okamoto
- Honami Moriyama: Tamao Yoshimura
- Time Roboter: Fumiko Orikasa
- Don Dolnero: Ryūzaburō Ōtomo
- Lila: Asami Kuru
- Gien: Kōji Tobe
- Narrador: Hideyuki Hori

## Temas musicales

### Tema de apertura
- Jikū ~Mirai Sentai Timeranger~ (JIKŪ ～未来戦隊タイムレンジャー～ Jikū ~Mirai Sentai Taimurenjā~?)
  - Letra: Yoshie Isogai
  - Música y arreglos: Kōichirō Kameyama
  - Intérprete: Kumi Sasaki

### Tema de cierre
- Toki no Kanata e (時の彼方へ Toki no Kanata e?, Dentro del tiempo)
  - Letra: Shōichi Yoshii
  - Música y arreglos: Kōichirō Kameyama
  - Intérprete: Nat's